# Tehnici de imobilizare în wrestling
Tehnicile de imobilizare în wrestling includ un set de manevre folosite pentru imobilizarea adversarului, putând fi utilizate pentru a câștiga meciurile de wrestling prin submission.
Există o mare varietate de tehnici de imobilizare în wrestling, majoritatea lor fiind cunoscute sub mai multe denumiri. Acest lucru se datorează faptului că mulți dintre wrestlerii care le folosesc le redenumesc, transformându-le astfel în manevre caracteristice. Uneori, aceste manevre devin foarte populare și sunt folosite cu noul nume, indiferent de wrestlerul care le execută.
Acest articol prezintă o listă de tehnici de imobilizare în wrestling, folosind numele de bază al fiecărei manevre. Multe dintre acestea sunt bazate pe tehnici întâlnite și în prezent în artele marțiale. Ele pot provoca răni grave sau pot fi chiar fatale, de aceea este de recomandat ca ele să fie executate doar de persoanele care au o pregătire în domeniu, și doar sub supravegherea unui personal specializat.